# Ширвановка
Ширвановка (азерб. Şirvanlı) — село в Гусарском районе Азербайджана. Административный центр муниципалитета Ширвановка (Ширванлинский). Находится в 500 метрах от азербайджано-российской границы (АПП Ново-Филя). Население составляет 1210 человек. Село населяют преимущественно лезгины.

## География
Умеренно тёплый климат с равномерным распределением осадков. Недалеко от села (по государственной границе) протекает река Ялама. Село располагатся на высоте 196—200 метров над уровнем моря. Населённый пункт находится в 40 километрах от главного Кавказского хребта. На востоке граничит с селом Салахоба, на западе с населённым пунктом Куфоба, на юге с деревней Муджук. Рядом так же присутствует село Узден. Неподалеку от села Хиль. В 3 километрах к юго-востоку от Ширвановки располагается газовое месторождение «Золотой век».

## Топонимия
Село расположено на Гусарской наклонной равнине. Поселение было создано в результате прибытия семей, переселившихся в Ширванскую зону из центральных губерний России в конце XII века на нынешнюю территорию в начале XX века. Село сначала называлось Ширванское, позднее Ширвановка.

## Население
По данным переписи 2009 года, в селе проживают 1162 человека.

## Спорт
В селе действуют секции футбольного клуба Шахдаг Гусар для разных возрастных групп.